# Ann Margrethe Schou
Ann Margrethe Schou f. Skou Poulsen (6. marts 1925 i Farsø - 22. januar 1992) var en dansk skuespiller, der blandt andet medvirkede i revyer, cabaret og i talrige udsendelser i radio og TV. I tv-serien Matador, blev hun kendt som Frk. Mortensen, kasserersken i Korsbæk Bank.

## Udvalgt filmografi

### Film
- Olsen-banden går i krig (1978)

## Eksterne links
- Ann Margrethe Schou på Internet Movie Database (engelsk)
- Ann Margrethe Schou på Filmdatabasen
- Ann Margrethe Schou på danskefilm.dk
- Ann Margrethe Schou på danskfilmogtv.dk
- Ann Margrethe Schou på The Movie Database (engelsk)
- Ann Margrethe Schou på gravsted.dk